# علیرضا حیدری (کاراته)
علیرضا حیدری یساولی معروف به علیرضا حیدری (زاده ۲۷ دی ۱۳۸۰ در اراک)، کاراته‌کا و عضو تیم ملی کاراته ایران است.
حیدری از ۷ سالگی فعالیت‌اش را در رشته کاراته آغاز کرده و سابقه حضور در تمامی رده‌های سنی تیم ملی کاراته ایران را دارد و در ۷ سال گذشته، عضو تیم ملی بوده‌است. در کارنامه حیدری، کسب مدال‌های رنگارنگ در مسابقات جوانان، امید و بزرگسالان آسیا و جهان به چشم می‌خورد که مهم‌ترین دستاورد او، کسب مدال برنز در بازی‌های جایزه بزرگ مسکو روسیه در سال ۲۰۲۲ است.

## افتخارات
- مدال نقره مسابقات کاراته جایزه بزرگ استانبول (ترکیه ۲۰۱۷)
- مدال برنز مسابقات کاراته جوانان قهرمانی آسیا (ژاپن ۲۰۱۸)
- مدال طلا مسابقات کاراته امیدهای قهرمانی آسیا (قزاقستان ۲۰۲۱)
- مدال طلا مسابقات کاراته امیدهای قهرمانی جهان (ترکیه ۲۰۲۲)[۳][۴][۵][۶][۷][۸][۹][۱۰][۱۱]
- مدال برنز مسابقات کاراته جایزه بزرگ مسکو (روسیه ۲۰۲۲)
- مدال برنز مسابقات کاراته امیدهای قهرمانی آسیا (ازبکستان ۲۰۲۳)